# Jaylon Moore
Jaylon Moore (Detroit, Míchigan, 9 de enero de 1998) es un jugador profesional estadounidense de fútbol americano que se desempeña en la posición de lineman en San Francisco 49ers, equipo de la National Football League (NFL).

## Carrera
Fue seleccionado en la quinta ronda en la Reunión Anual de Selección de Jugadores de la NFL de 2021. Hizo su debut profesional con el equipo San Francisco 49ers, donde lleva jugando tres temporadas.